# Album con le migliori prestazioni nella Billboard 200 negli anni 2020
Le seguenti liste elencano i dieci album più venduti negli Stati Uniti d'America durante ogni singolo anno del terzo decennio del XXI secolo, secondo i dati raccolti dalla rivista Billboard. Le liste di seguito riportate corrispondono alle prime dieci posizioni delle classifiche di fine anno dei vari anni della Billboard 200, la Billboard 200 Year-End, le quali sono basate su un sistema a punti popolato dalle settimane passate nella classifica, la posizione massima raggiunta, le vendite e gli airplay. In considerazione dei vari parametri utilizzati, l’album con le migliori prestazioni non necessariamente coincide con l’album più venduto.

## 2020
| Posizione | Titolo                                | Artista      | Fonte |
| --------- | ------------------------------------- | ------------ | ----- |
| 1         | Hollywood's Bleeding                  | Post Malone  | [ 1 ] |
| 2         | My Turn                               | Lil Baby     | [ 1 ] |
| 3         | Please Excuse Me for Being Antisocial | Roddy Ricch  | [ 1 ] |
| 4         | Fine Line                             | Harry Styles | [ 1 ] |
| 5         | Folklore                              | Taylor Swift | [ 1 ] |
| 6         | Eternal Atake                         | Lil Uzi Vert | [ 1 ] |
| 7         | Shoot for the Stars, Aim for the Moon | Pop Smoke    | [ 1 ] |
| 8         | After Hours                           | The Weeknd   | [ 1 ] |
| 9         | Legends Never Die                     | Juice Wrld   | [ 1 ] |
| 10        | What You See Is What You Get          | Luke Combs   | [ 1 ] |

## 2021
| Posizione | Titolo                                | Artista        | Fonte |
| --------- | ------------------------------------- | -------------- | ----- |
| 1         | Dangerous: The Double Album           | Morgan Wallen  | [ 2 ] |
| 2         | Sour                                  | Olivia Rodrigo | [ 2 ] |
| 3         | Shoot for the Stars, Aim for the Moon | Pop Smoke      | [ 2 ] |
| 4         | Evermore                              | Taylor Swift   | [ 2 ] |
| 5         | Certified Lover Boy                   | Drake          | [ 2 ] |
| 6         | F*ck Love                             | The Kid Laroi  | [ 2 ] |
| 7         | What You See Is What You Get          | Luke Combs     | [ 2 ] |
| 8         | Positions                             | Ariana Grande  | [ 2 ] |
| 9         | Future Nostalgia                      | Dua Lipa       | [ 2 ] |
| 10        | My Turn                               | Lil Baby       | [ 2 ] |

## 2022
| Posizione | Titolo                      | Artista               | Fonte |
| --------- | --------------------------- | --------------------- | ----- |
| 1         | Un verano sin ti            | Bad Bunny             | [ 3 ] |
| 2         | 30                          | Adele                 | [ 3 ] |
| 3         | Dangerous: The Double Album | Morgan Wallen         | [ 3 ] |
| 4         | Midnights                   | Taylor Swift          | [ 3 ] |
| 5         | Red (Taylor's Version)      | Taylor Swift          | [ 3 ] |
| 6         | Encanto                     | Cast del film Encanto | [ 3 ] |
| 7         | Harry's House               | Harry Styles          | [ 3 ] |
| 8         | Sour                        | Olivia Rodrigo        | [ 3 ] |
| 9         | Certified Lover Boy         | Drake                 | [ 3 ] |
| 10        | The Highlights              | The Weeknd            | [ 3 ] |

## 2023
| Posizione | Titolo                      | Artista           | Fonte |
| --------- | --------------------------- | ----------------- | ----- |
| 1         | One Thing at a Time         | Morgan Wallen     | [ 4 ] |
| 2         | Midnights                   | Taylor Swift      | [ 4 ] |
| 3         | SOS                         | SZA               | [ 4 ] |
| 4         | Her Loss                    | Drake & 21 Savage | [ 4 ] |
| 5         | Dangerous: The Double Album | Morgan Wallen     | [ 4 ] |
| 6         | Heroes & Villains           | Metro Boomin      | [ 4 ] |
| 7         | Un verano sin ti            | Bad Bunny         | [ 4 ] |
| 8         | American Heartbreak         | Zach Bryan        | [ 4 ] |
| 9         | Lover                       | Taylor Swift      | [ 4 ] |
| 10        | Utopia                      | Travis Scott      | [ 4 ] |

## 2024
| Posizione | Titolo                        | Artista       | Fonte |
| --------- | ----------------------------- | ------------- | ----- |
| 1         | The Tortured Poets Department | Taylor Swift  | [ 5 ] |
| 2         | 1989 (Taylor's Version)       | Taylor Swift  | [ 5 ] |
| 3         | One Thing at a Time           | Morgan Wallen | [ 5 ] |
| 4         | Stick Season                  | Noah Kahan    | [ 5 ] |
| 5         | For All the Dogs              | Drake         | [ 5 ] |
| 6         | SOS                           | SZA           | [ 5 ] |
| 7         | Zach Bryan                    | Zach Bryan    | [ 5 ] |
| 8         | Dangerous: The Double Album   | Morgan Wallen | [ 5 ] |
| 9         | Lover                         | Taylor Swift  | [ 5 ] |
| 10        | Midnights                     | Taylor Swift  | [ 5 ] |